# Astroscopus y-graecum
Astroscopus y-graecum és una espècie de peix pertanyent a la família dels uranoscòpids present a l'Atlàntic occidental: des de Carolina del Nord (Estats Units) i el nord del golf de Mèxic fins al Yucatán (Mèxic) i la costa septentrional d'Amèrica del Sud. És absent de les Índies Occidentals.
És un peix marí, associat als esculls i de clima subtropical (35°N-8°N, 99°W-60°W) que viu entre 2 i 100 m de fondària (normalment, fins als 70).
És verinós per als humans. Pot arribar a fer 44 cm de llargària màxima (normalment, en fa 35). Té 8 espines i 13-14 radis tous a l'aleta dorsal i 13 radis tous a l'anal. Posseeix òrgans elèctrics localitzats en una bossa darrere dels ulls (poden descarregar fins a 50 volts) Té una glàndula verinosa. Menja peixos.